# تامرا ديفيس
تامرا ديفيس (بالإنجليزية: Tamra Davis)‏ هي مخرجة سينمائية أمريكية ولدت في 22 يناير عام 1962 في كاليفورنيا في الولايات المتحدة الأمريكية.

## أعمالها
هي معروفة بأخراج العديد من الافلام مثل Billy Madison وHalf Baked وبرامج تلفزيونية مثل My Name Is Earl وEverybody Hates Chris. كما قامت بأخراج فيلم Crossroads بطولة بريتني سبيرز.

## حياتها الشخصية
هي متزوجة من مايك دياموند عضو فرقة Beastie Boys ولها طفلان هما سكايلير وديفيس.

## وصلات خارجية
- تامرا ديفيس على موقع IMDb (الإنجليزية)
- تامرا ديفيس على موقع ألو سيني (الفرنسية)
- تامرا ديفيس على موقع ميوزك برينز (الإنجليزية)
- تامرا ديفيس على موقع أول موفي (الإنجليزية)
- تامرا ديفيس على موقع قاعدة بيانات الأفلام السويدية (السويدية)
- تامرا ديفيس على موقع إن إن دي بي (الإنجليزية)
- تامرا ديفيس على موقع ديسكوغز (الإنجليزية)
- تامرا ديفيس على موقع قاعدة بيانات الفيلم (الإنجليزية)
- تامرا ديفيس على موقع كينوبويسك (الروسية)

صفحتها على imdb